# Simon de Lanfranchi
Simon de Lanfranchi (ur. 23 grudnia 1898 w Levie, zm. ?)– francuski zapaśnik walczący w stylu klasycznym. Olimpijczyk z Amsterdamu 1928, gdzie zajął jedenaste miejsce w wadze ciężkiej.

## Letnie Igrzyska Olimpijskie 1928
| Konkurencja            | Rundy eliminacyjne     | Rundy eliminacyjne    | Klas. końcowa |
| Konkurencja            | Przeciwnik I           | Przeciwnik II         | Miejsce       |
| ---------------------- | ---------------------- | --------------------- | ------------- |
| 82,5 kg styl klasyczny | Aleardo Donati (ITA) P | Georg Gehring (GER) P | 11.           |